# Federal Prospects Hockey League
Die Federal Prospects Hockey League (kurz FPHL, bis 2019 Federal Hockey League (FHL)) ist eine Eishockey-Minor-League, die 2009 gegründet wurde. Die elf Teilnehmer der Liga stammen aus den Vereinigten Staaten.

## Geschichte
Die Federal Hockey League wurde 2009 gegründet und nahm ein Jahr später den Spielbetrieb auf. Ziel der Liga ist es junge Nachwuchsspieler an das professionelle Eishockey heranzuführen und erfahrenen Spielern die Möglichkeit zu geben weiterhin auf Profiniveau zu spielen. In ihrer Premierenspielzeit 2010/11 startete die Liga mit sechs Mannschaften, davon fünf US-amerikanische – Broome County Barons, Danbury Whalers, New York Aviators, Rome Frenzy und Thousand Islands Privateers – und eine – Akwesasne Warriors – aus der kanadischen Provinz Ontario. In der Premierensaison der Liga setzten sich die Akwesasne Warriors in den Finalspielen der Playoffs in vier Begegnungen gegen die New York Aviators durch und gewannen den Commissioner’s Cup, die Meisterschaft der Federal Hockey League. Bereits früh traten bei einigen Mannschaften in der neugegründeten Liga finanzielle Probleme auf und die Broome County Barons wurden umgesiedelt und erhielten den Namen Cape Cod Barons. Im Mai 2011 gaben zudem die Rome Frenzy bekannt, dass das Team zum nächsten Jahr nicht in die FHL zurückkehren werde, nachdem es während der vorhergehenden Saison den Spielbetrieb eingestellt hatte.
Zur Saison 2011/12 hatte die Liga eine Aufnahme von drei neuen Teams verkündet. Dies waren die Danville Dashers, Vermont Wild und New Jersey Outlaws. Zudem wurden aus den Cape Cod Barons die Cape Cod Bluefins und aus den New York Aviators die Brooklyn Aviators. Bereits nach nur zehn absolvierten Spielen stellten die Vermont Wild am 25. November 2011 den Spielbetrieb mit sofortiger Wirkung ein. Als Ersatz wurden die Delaware Federals gegründet, die in die laufende Spielzeit einstiegen und den Spielplan der Wild fortführten, jedoch aufgrund einer fehlenden Heimspielstätte nur auswärts spielten. Trotz einiger Anlaufschwierigkeiten hatte es die Liga geschafft ihre Teilnehmerzahl von sechs auf acht zu erhöhen. Meister wurden die Liganeulinge New Jersey Outlaws.
Vor der Saison 2012/13 stellten das einzige kanadische Team, die Akwesasne Warriors sowie aus den Vereinigten Staaten die Brooklyn Aviators und Delaware Federals den Spielbetrieb ein. Die New Jersey Outlaws wurden nach Pennsylvania umgesiedelt und in Williamsport Outlaws umbenannt. Mit der Aufnahme der Dayton Demonz aus Ohio wurde zudem die Liga weiter nach Westen ausgedehnt.

## Teams der Federal Prospects Hockey League 2023/24
| Team                   | Arena                             | Kapazität | Heimatort                     | Beitritt |
| ---------------------- | --------------------------------- | --------- | ----------------------------- | -------- |
| Baton Rouge Zydeco     | Raising Cane's River Center Arena | 7.750     | Baton Rouge, Louisiana        | 2023     |
| Binghamton Black Bears | Visions Veterans Memorial Arena   | 4.710     | Binghamton, New York          | 2021     |
| Blue Ridge Bobcats     | APEX Center                       | 5.300     | Wytheville, Virginia          | 2023     |
| Carolina Thunderbirds  | Winston-Salem Fairgrounds Annex   | 3.150     | Winston-Salem, North Carolina | 2017     |
| Columbus River Dragons | Columbus Civic Center             | 7.459     | Columbus, Georgia             | 2019     |
| Danbury Hat Tricks     | Danbury Ice Arena                 | 3.000     | Danbury, Connecticut          | 2019     |
| Elmira River Sharks    | First Arena                       | 3.784     | Elmira, New York              | 2023     |
| Mississippi Sea Wolves | Mississippi Coast Coliseum        | 8.797     | Biloxi, Mississippi           | 2021     |
| Motor City Rockers     | Big Boy Arena                     | 3.700     | Fraser, Michigan              | 2022     |
| Port Huron Prowlers    | McMorran Place                    | 3.400     | Port Huron, Michigan          | 2015     |
| Watertown Wolves       | Watertown Municipal Arena         | 2.000     | Watertown, New York           | 2010     |

## Nicht mehr bestehende Eishockeyfranchises der FHL
| - Akwesasne Warriors (2010–2012) - Battle Creek Rumble Bees (2019–2020) - Berkshire Battalion (2014–2015; wurden Dayton Demolition) - Berlin River Drivers (2015–2017) - Brewster Bulldogs (2015–2016) - Brooklyn Aviators (2011–2012) - Broome County Barons (2010); wurden Cape Cod Barons - Cape Cod Barons (2010–2011) wurden Cape Cod Bluefins - Cape Cod Bluefins (2011–2012); wurden New York Bluefins - Cornwall Nationals (2016–2018) - Danbury Titans (2015–2017) - Danbury Whalers (2010–2015) - Danville Dashers (2011–2021) - Dayton Demolition (2015–2016) - Dayton Demonz (2012–2015) | - Delaware Federals (2011–2012) - Delaware Thunder (2019–2023) - Elmira Enforcers (2018–2021) - Elmira Mammoth (2022–2023) - Mentor Ice Breakers (2018–2020) - New Jersey Outlaws (2011–2012; wurden Williamsport Outlaws) - New York Aviators (2010–2011; wurden Brooklyn Aviators) - New York Bluefins (2012–2013) - North Shore Knights (2017–2018) - Pennsylvania Blues (2013) - Rome Frenzy (2010–2011) - St. Clair Shores Fighting Saints (2016–2017; wurden North Shore Knights) - Vermont Wild (2011; Spielplan wurde übernommen durch die Delaware Federals) - Williamsport Outlaws (2012–2013; wurden Pennsylvania Blues) |

## Commissioner’s Cup
Der Commissioner’s Cup wird jährlich an den Gewinner der Playoffs vergeben.
- 2022/23: Danbury Hat Tricks
- 2021/22: Watertown Wolves
- 2020/21: Columbus River Dragons
- 2019/20: nicht vergeben aufgrund COVID-19-Pandemie
- 2018/19: Carolina Thunderbirds
- 2017/18: Watertown Wolves
- 2016/17: Danville Dashers
- 2015/16: Port Huron Prowlers
- 2014/15: Watertown Wolves
- 2013/14: Dayton Demonz
- 2012/13: Danbury Whalers
- 2011/12: New Jersey Outlaws
- 2010/11: Akwesasne Warriors

## Bekannte Spieler
- Matt Amado
- Pierre Dagenais
- Jason Reese
- Carter Trevisani